# UUNET
UUNET, fondé en 1987, était un important fournisseur d'accès à Internet et un des premiers opérateurs de réseau de l'époque. Il était basé en Virginie. De nos jours, c'est une marque interne de la société Verizon Communications.

## Origine du nom
UUNET est un sigle pour Unix to Unix Network, c'est-à-dire réseau entre serveurs Unix.

## Historique
Avant sa fondation, l'accès à usenet et aux services de messagerie pour les sites hors ARPANET devait être réalisé avec des systèmes utilisant le protocole UUCP sur des lignes téléphoniques.[réf. nécessaire]

### Milieu des années 1980
Au milieu des années 1980, la forte croissance de ce type de besoin a conduit Rick Adams, un administrateur système du Center for Seismic Studies, à explorer les possibilités de lancer un service commercial pour ce type de service. UUNET Communications Services a commencé son activité en 1987 sous le nom UUNet Technologies Inc. en tant que structure à but non lucratif fournissant des accès usenet, messagerie, téléchargement de logiciels et de documentations.[réf. nécessaire]

### Années 1990
En 1992, UUnet propose la première application de filtrage internet, et en 1994 le premier service VPN.
S'ensuit une série d'investissements:
- En 1994, Microsoft achète 15% de la société.
- En 1996, Metropolitan Fiber Systems achète UUNET[3].
- puis WorldCom rachète MFS.
- En 1997, UUnet rachète Internet-Way[4].
- En 1998 WorldCom rachète Compuserve, et en 2000 la marque UUNET disparaît officiellement.
- En 2002, WorldCom est au centre d'une énorme faillite frauduleuse[5], une dette abyssale de 41 milliards de dollars et des malversations comptables de près de 4 milliards, encore pire que celle Enron[5], au même moment, et "la plus grosse faillite de l'histoire américaine"[5], après avoir multiplié son cours par six en un an, de mi-1998 à mi-1999[5], avant de chuter avant même l'éclatement de la bulle internet, Bernard Ebbers s'étant lancé dans "une boulimie d'acquisitions"[5] à l'instar de Kenneth Lay, patron d'Enron[5] qui ruine de nombreux créanciers, et la marque UUNET réapparaît.

UUNET a par ailleurs été accusé de propager du spam sur les groupes de discussion.